# Formatie van Hannut
De Hannuit-formatie, Formatie van Hannuit of Hannut  (sic, afkorting: Hn) is een geologische formatie in de ondergrond van het noorden van België. De formatie bestaat uit mariene klei en silt met zandige lagen met daarbovenop kalksteen, siltsteen en zandsteen, afgedekt door een laag glauconiethoudend zand. Ze heeft een Vroeg- tot Midden-Thanetien ouderdom (Laat-Paleoceen, rond de 57 miljoen jaar oud).
De formatie is genoemd naar Hannuit (Frans: Hannut) in de provincie Luik.

## Lithologieën
De formatie is rond de 100 meter dik in het Kempens Bekken en rond de 55 m in het Bekken van Bergen. Daartussenin varieert de dikte tussen de 20 en 40 meter. Binnen de formatie worden vijf leden onderscheiden:
- het Lid van Chercq, tuffiet-, klei- en glauconiethoudende zandlagen, vooral te vinden in Henegouwen;
- het Lid van Lincent, een voornamelijk kleiige, plaatselijk gelithificeerde laag, komt voor rond de Haspengouw;
- het Lid van Halen, kleiig silt tot siltrijk zand;
- het Lid van Waterschei, kalkhoudende klei tot siltrijke klei, komt voor in het noordoosten van België;
- het Lid van Grandglise, de bovenste glauconiethoudende zandlaag, vrijwel overal aanwezig.

## Stratigrafie
De Formatie van Hannut wordt in de Belgische lithostratigrafie samen met de er op sommige plekken bovenop liggende Formatie van Tienen (continentale en lagunaire zanden en kleien uit het Laat-Thanetien) gerekend tot de Landen Groep. Ze ligt in het noorden en oosten van Vlaanderen boven op de Formatie van Heers (Midden-Paleocene zanden en mergels).
De Formatie van Hannut correleert met een gedeelte van de Formatie van Landen uit de lithostratigrafie van Nederland.